# Gastroxya leleupi
Gastroxya leleupi är en spindelart som beskrevs av Benoit 1962. Gastroxya leleupi ingår i släktet Gastroxya och familjen hjulspindlar.
Artens utbredningsområde är Kongo. Inga underarter finns listade i Catalogue of Life.